# Rake
Rake (МФА [reɪk]; с англ. — «грабли», «разгребать») — инструмент для автоматизации сборки программного кода, написанный на Ruby, и применяющийся в основном для проектов на Ruby (но используется также и для проектов на других языках). Подобен SCons, Make и Apache Ant, но имеет несколько отличий, в частности, так называемые Rakefile (аналоги Makefile в утилите make) используют синтаксис Ruby. Основной автор — Джим Вайрих (Jim Weirich).
Использует блоки анонимных функций Ruby для определения различных задач, используя синтаксис Ruby. В нём есть библиотека основных заданий, таких как функции для задач манипулирования файлами и библиотека для удаления скомпилированных файлов (задача «очистки»). Как и Make, Rake может также синтезировать задачи, основываясь на шаблонах (например, автоматическая сборка задачи компилирования файла на основе шаблонов имён файлов).
Пример простого сценария Rake для сборки программы HelloWorld на языке Си:
```
  
file
 
'hello.o'
 
=>
 
[
'hello.c'
]
 
do

    
sh
 
'cc -c -o hello.o hello.c'

  
end

  
file
 
'hello'
 
=>
 
[
'hello.o'
]
 
do

    
sh
 
'cc -o hello hello.o'

  
end

```